# Detlef Müller (político)
Detlef Müller (nascido em 20 de agosto de 1964) é um político alemão. Nascido em Chemnitz, Saxónia, ele representa o SPD. Detlef Müller actuou como membro do Bundestag do estado da Saxônia de 2005 a 2009 e desde 2014.

## Vida
Ele tornou-se membro do bundestag em 2014. É membro do Comité de Transporte e Infraestrutura Digital.